# Alfred Joseph Koch

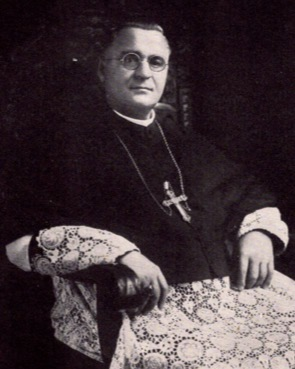
Erzabt Alfred Koch

Alfred (Joseph) Koch OSB (* 19. Oktober 1879 in Arzheim, Pfalz, Königreich Bayern; † 7. November 1951 in der St. Vincent Archabbey, Latrobe, Westmoreland County, Pennsylvania) war Benediktiner und Erzabt der Erzabtei St. Vincent in Pennsylvania, USA.

## Leben
Joseph Koch im südpfalzischen Arzheim geboren, wurde am 24. Februar 1904 zum Priester geweiht. Zuerst war er Regens des Diözesan-Priesterseminars in Nepi und Sutri bei Rom, später Kanzler der Katholischen Universität von Peking. Danach übersiedelte er in die USA, wo er in die Benediktiner-Erzabtei St. Vincent in Latrobe, Westmoreland County, Pennsylvania, etwa 40 Meilen westlich von Pittsburgh eintrat und dort bald Rektor des St. Vincent Kolleges der Abtei wurde. Seine Mönchs-Profess auf St. Vincent legte er am 26. August 1917 ab. Der Nachruf bezeichnet Koch als Meister in 8 Sprachen und Lehrer der Heiligen Schrift, der Hermeneutik, der Beredsamkeit und der Katechetik.
Nach dem Tod von Erzabt Aurelius Stehle wählten die 137 Kapitulare der Erzabtei Pater Alfred Koch am 23. April 1930 zu dessen Nachfolger und zum 5. Erzabt von St. Vincent. Nach am 26. April erfolgter päpstlicher Bestätigung der Wahl fand seine Abtsweihe am 10. Juni 1930 statt. Die Erzabtei St. Vincent ist die älteste Benediktinerabtei in USA, gegründet von bayerischen Benediktinern unter Erzabt Bonifaz Wimmer. Während Kochs Amtszeit nahmen Kollege und Abtei einen enormen Aufschwung und er holte zur Unterstützung im Haushaltswesen deutsche Benediktinerinnen aus Eichstätt. Papst Pius XII. ehrte Koch für seine Verdienste am 2. Mai 1946 mit dem Recht zum Tragen der Cappa Magna.
In der Notzeit nach dem Zweiten Weltkrieg unterstützte er eifrig seine Heimatdiözese Speyer und seinen Geburtsort Arzheim. Koch blieb Erzabt bis 1949 und starb am 7. November 1951 in seiner Abtei. An seiner Beisetzung nahmen 4 Bischöfe, 13 Benediktineräbte, 400 Priester und mehr als 1000 sonstige Trauergäste teil. Seine Heimatdiözese Speyer widmete ihm in ihrem Bistumsblatt „Der Pilger“ einen ausführlichen Nachruf unter dem Titel: „Ein großer Sohn seiner Pfälzischen Heimat“, das Diözesan-Priester-Nekrologium von Speyer führt ihn ebenfalls. Das „Lexikon Pfälzer Persönlichkeiten“ bezeichnet Erzabt Koch als einen „international bekannten, katholischen Priester und Erzieher, der Schulen in 3 Kontinenten leitete.“ In seinem Heimatort Landau-Arzheim ist die „Erzabt-Josef-Koch-Straße“ nach dem Benediktiner benannt.